# Dragon Quest Swords : La Reine masquée et la Tour des miroirs
 (novembre 2019).
Si vous disposez d'ouvrages ou d'articles de référence ou si vous connaissez des sites web de qualité traitant du thème abordé ici, merci de compléter l'article en donnant les références utiles à sa vérifiabilité et en les liant à la section « Notes et références ».
Dragon Quest Swords : La Reine masquée et la Tour des miroirs, appelé Dragon Quest Swords Kamen no Jôô to Kagami no Tô (ドラゴンクエストソード 仮面の女王と鏡の塔) au Japon, est un jeu vidéo de rôle développé par Eighting et Genius Sonority, édité par Square Enix en 2007 sur Wii. C'est un spin-off de la série Dragon Quest.

## Synopsis
L'histoire commence 5 ans après la défaite du Prince de la Mort, une fête se déroule au village. Le héros participe au tournoi d'épées. On apprend que le héros va avoir 16 ans que la coutume l'oblige à aller au sanctuaire des braves. Après son retour, la reine devrait accorder une audience, seulement elle est malade. Alfange, son fils s'inquiète pour elle.

## Fiche technique
- Scénario et game design : Yuji Horii
- Character design : Akira Toriyama
- Musiques : Kōichi Sugiyama
- Manabu Yamana

## Système de jeu
Le jeu se joue avec la Wiimote durant les phases de combat. Il reprend les bases du RPG : les personnages et ennemis ont donc des  points de vies, des Magic Point ou Points de magies (MP ou PM). Le joueur doit dégainer sa Wiimote, affronter les adversaires afin de les mettre K.O. . Le héros peut également presser B pour se défendre avec son bouclier. Après chaque combat l'équipe remporte des points d'expériences (XP) et de l'or.

## Personnages
Alfange:Il est le fils de la reine. Il tient beaucoup à sa mère, même trop d'après votre père.
Fleurette:C'est la sœur d'un des héros ayant terrassé le prince de la mort. Son frère est tombé malade.
Claymore:C'est votre père. C'était un grand soldat à l'époque, mais il a perdu un bras et n'utilise plus l'épée.
Bélisandre: C'est la reine.

## Particularités
Dans les pays anglophones, le titre du jeu est Dragon Quest Swords: The Masked Queen and the Tower of Mirrors.
Il est le deuxième jeu de la série Dragon Quest à être sortie en Europe, après Dragon Quest VIII.
C'est le premier jeu de cette saga à avoir des musiques composées par un autre musicien que Kōichi Sugiyama.